# آمال المثلوثی
آمال مثلوثی (عربی: آمال المثلوثي؛ ۱۱ ژانویه ۱۹۸۲)، موسیقی‌دان، خواننده، ترانه‌سرا، تهیه‌کننده و تنظیم‌کننده‌ی اهل تونس است. وی از سال ۲۰۱۰ میلادی تاکنون مشغول فعالیت بوده‌است.

او با آهنگ اعتراضی خود به نام "کلام من ازاد است" («كِلْمْتي حُرَّة») که به سرودی برای انقلاب تونس و بهار عربی تبدیل شد، به شهرت رسید.